# Палагин, Александр Васильевич
Палагин Александр Васильевич (род. 17 июля 1939, с. Ново-Архангельское, Кировоградская область) — украинский советский учёный в области информатики и вычислительной техники, академик НАН Украины (2006), доктор технических наук, профессор.

## Биография
Александр Васильевич Палагин родился 17 июля 1939 года в селе Ново-Архангельское на Кировоградщине.

### Образование
В 1956 году окончил школу с золотой медалью, поступил на электротехнический факультет Киевского политехнического института, который окончил в 1961 году.

### Научная деятельность
В 1969 году защитил кандидатскую, а в 1979 году — докторскую диссертации. В 1990 году был избран член-корреспондентом, а в 2006 году стал действительным членом НАН Украины.В 1960 году был принят на работу в Вычислительный центр (ныне Институт кибернетики им. В. М. Глушкова) АН УССР, где и работает по настоящее время заместителем директора Института.
Возглавлял Совет по автоматизации научных исследований при Президиуме НАН Украины, много лет был членом Комитета по государственным премиям Украины, председателем экспертного совета ВАК.
Является соавтором разработки первого в СССР однокристального 16-разрядного микропроцессора, используемого в серийной микро-ЭВМ «Электроника С5» (совместно с проф. А. Ф. Кургаевым). 
Под его авторством опубликовано свыше 500 научных работ, среди которых 20 монографий, и более 100 изобретений.

## Награды
Награждён орденами «Знак Почёта», «За заслуги» и двумя медалями, имеет звание «Заслуженный изобретатель УССР»; удостоен премий А. С. Лебедева АН СССР, В. М. Глушкова и других научных наград.
Лауреат Государственной премии УССР в области науки и техники (1988) и премии Совета Министров СССР.